# 郝士敦
郝士敦（1903年5月25日—1982年4月10日），美國空軍退役上校，前駐臺美軍軍官，他於1929年開始在陸軍航空隊服役。在1930年代，他與克萊爾·李·陳納德上校簽訂合同，協助訓練中華民國空軍的飛行員。在第二次世界大戰期間，他再次回到陸軍航空隊服役，並隨空軍至韓國服勤。
此後，他在1950年至1951年期間成為美國駐中華民國大使館遷臺後的首位空軍武官，當時美國大使館在臺北重新開放。他與海軍少將賈瑞德（國防武官）和陸軍上校包瑞德（陸軍武官）在該館共事。值得一提的是，郝士敦是密歇根州橄欖球明星威利·赫斯頓的侄子。此外，他自己也擔任替補跑衛的角色。